# Grb Turske
Neslužbeni grb Turske jednostavnog je heraldičkog dizajna. Crveni je oval na kojem su okomito postavljeni polumjesec i zvijezda s turske zastave, koju okružuje službeno ime države na turskom.
Grb podsjeća na onaj iz doba Osmanlija.